# Fidènes

Rome et ses voisins au

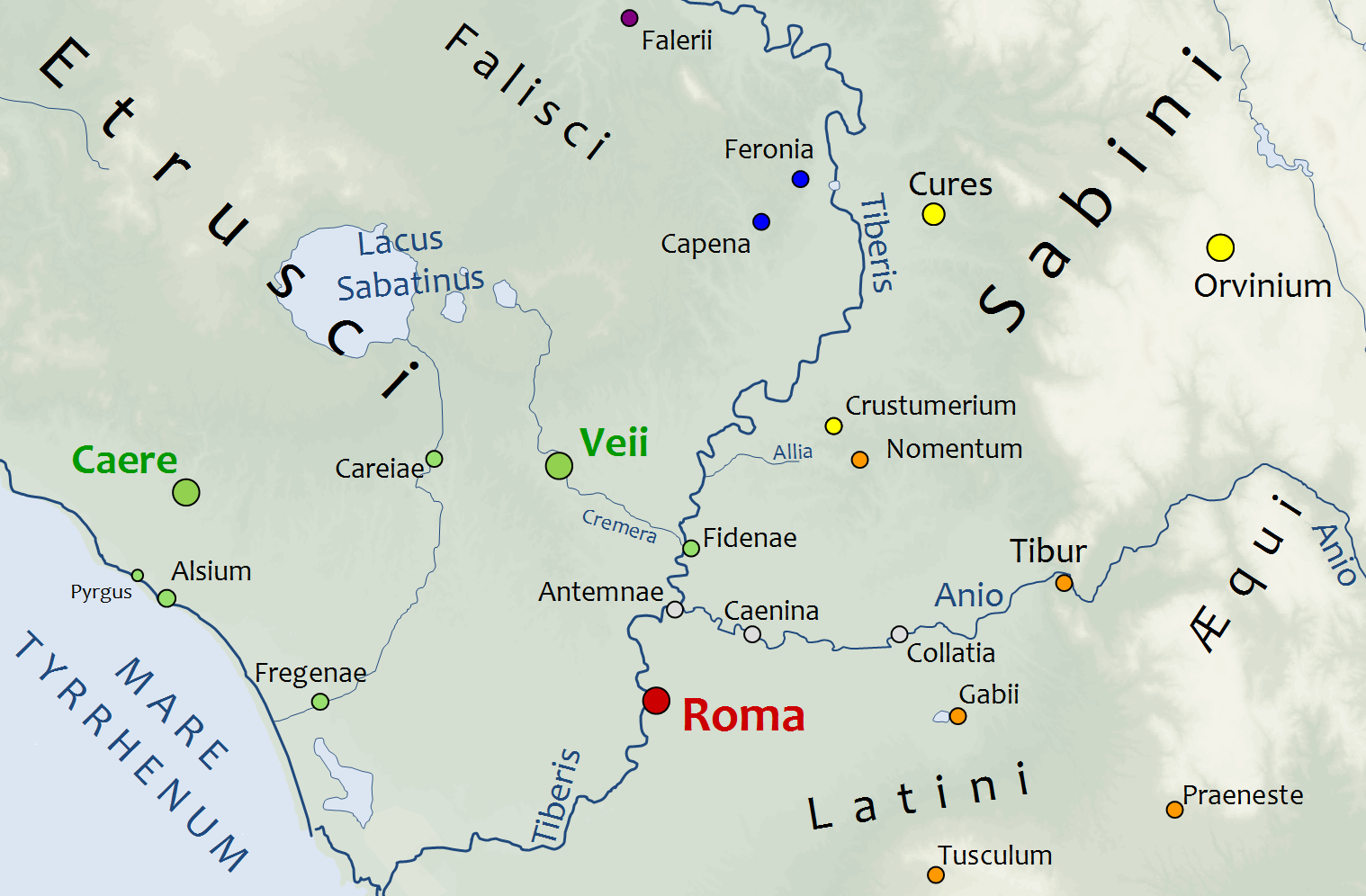
Le Latium vetus avec les cités de Caenina, d'Antemnae, de Crustumerium, de Médullia, de Fidènes et de Véies, premières rivales de la Rome de Romulus.

Fidènes (en latin Fidenae) était une colonie étrusque dépendant de Véies qui fut occupée par les Romains. Ses habitants sont nommés les Fidénates. La cité se situait à environ 8 km au nord de Rome sur la Via Salaria, qui reliait Rome au Tibre. Fidènes contrôlait ainsi un gué du Tibre à 10 km environ en amont de Rome, ce qui en faisait une position stratégique importante sur la Via Salaria vers les montagnes, et sur les liaisons entre l'Étrurie et le Latium. Le Tibre étant également considéré comme la frontière entre l'Etrurie et le Latium, l'extension sur la rive ouest de Fidènes représente une extension de la présence étrusque dans le Latium.
Pendant longtemps, ce fut le premier centre latin de la frontière septentrionale du territoire romain, qui restait néanmoins soumis à l'influence de la cité étrusque de Véies. La ville finit par tomber définitivement dans l'orbite romaine lors de la prise de la ville par ces derniers et quelques auteurs antiques mentionnent qu'à cette époque, la cité était presque déserte. Puis, la ville obtient et conserve la fonction de centre administratif du territoire comme Municipium romain.
Le village tardif gisait quant à lui au pied de la colline sur la bordure est de la Via Salaria, et sa curie, où se trouve une inscription dédiée à Marc Aurèle par le Senatus Fidenatium (le sénat de Fidènes), a été fouillée en 1889. D'autres bâtiments ont été également découverts durant cette campagne de fouille.

## Localisation
Le site de la ville ancienne est probablement à chercher sur la colline sur laquelle se trouve la Villa Spada, bien qu'il n'y ait pas de traces de bâtiments anciens ou de moyens de défense, on peut y voir des tombes pré-romaines (elles se trouvent dans les falaises du nord).
Fidènes se situe à environ huit kilomètres au nord de Rome sur la Via Salaria, au lieu où la voie romaine longeait le Tibre. La ville occupait une position stratégique, au croisement de voies commerciales entre les Romains et les Sabins, et entre l'Étrurie et la Campanie. Son territoire est caractérisé en outre par une fertilité importante du sol qui est probablement due à la proximité du Tibre.
Le site de Fidènes se trouve aujourd'hui dans le Municipio III de Rome.

## Histoire

### Conflit avec la Monarchie romaine
Dans les premières années de Rome, une communauté étrusque, se situait à la frontière du territoire romain et, de temps en temps, changeait de mains entre Rome et Véies.
Au VIIIe siècle av. J.-C., sous le règne du premier roi, Romulus, les habitants de Fidènes et ceux de Véies furent vaincus dans une guerre contre Rome,. Selon Plutarque, Romulus ne détruit pas la cité, mais fait de Fidènes une colonie romaine qui aurait accueilli 2 500 colons. Pour Tite-Live, la ville d'origine étrusque devient une colonie romaine, à l'époque de l'affrontement avec Albe la Longue.
Fidènes et Véies sont de nouveau battues par Rome au VIIe siècle av. J.-C. sous le règne du troisième roi, Tullus Hostilius. En effet, après le légendaire combat entre les Horaces et les Curiaces, devant les murs de la ville, eut lieu une bataille entre les Romains et les armées combinées de Fidènes et de Véies, ces dernières étant soutenues par Albe la Longue qui était dirigée par Mettius Fufetius et qui venait de faire défection envers Rome. La bataille est gagnée par les Romains, et pour sa trahison, Mettius Fufetius est écorché vif, la ville est rasée et les habitants sont déportés à Rome.

### Conflit avec la République romaine
Dans les premières années de la République romaine, Fidènes prit une décision qui coûta beaucoup de terres à la cité en faveur de la nouvelle gens Claudia, issue de transfuges sabins. Tarquin le Superbe, dernier roi de Rome, après avoir été expulsé, chercha l'intervention des Etrusques. Porsenna de Clusium, adversaire de Tarquin le Superbe, fait la paix avec la nouvelle république.
Les Tarquins ont alors soulevé le Latium contre Rome. Sextus Tarquin, dont le viol de Lucrèce avait déclenché le renversement de la monarchie, a convaincu les Sabins d'entrer en guerre contre Rome, en faisant valoir que les traités précédemment conclus avaient été annulés par l'expulsion des rois. Après quelques batailles mineures dans lesquelles Rome fut victorieuse, les Sabins votèrent et décidèrent d'une invasion de Rome. Les Tarquins s'installèrent à Fidènes et Cameria, qui étaient auparavant des alliés des Romains.
La défaite totale des Sabins en 505/504 av. J.-C. fut suivie par le siège de Fidènes. Lorsque la ville fut prise seulement quelques jours plus tard, les Romains rassemblèrent les prisonniers et firent exécuter les officiers supérieurs (au préalable ils furent fouettés et seulement ensuite décapités par les haches des faisceaux, ce qui était une peine habituelles pour la trahison). Une garnison fut placée dans la ville et Rome prit une grande partie des terres de Fidènes. Les Claudii ne sont pas mentionnés dans le cadre de la bataille, mais ils reçurent des terres au nord du fleuve Anio, dont certaines étaient situées à Fidènes. Toutefois, pour avoir bénéficié de ces terres, il serait logique de penser que les Claudii participèrent à la campagne, ou tout du moins avaient des membres de leur gens dans la garnison de la cité.
En 499 av. J.-C., la cité est de nouveau assiégée par les Romains. En 438 av. J.-C., Fidènes met à mort deux ambassadeurs romains et s'allie une nouvelle fois aux Étrusques de Véies, et plus tard aux Falisques et à la cité de Capena pour combattre les Romains. La guerre contre les Étrusques et leurs alliés est difficile pour Rome, mais elle se termine en 425 av. J.-C., avec la prise et la destruction de la ville par les Romains.
En 426 av. J.-C., à la suite de la victoire de Véies contre l'armée romaine menée par les tribuns militaires Titus Quinctius Poenus Cincinnatus, Caius Furius Pacilus Fusus et Marcus Postumius Albinus Regillensis obtenu au début de l'année, Fidènes entame un nouveau conflit contre Rome, en massacrant les colons romains mandatés sur son territoire. Les Fidénates s'allient aux habitants de Véies, et une nouvelle bataille contre les Romains eut lieu sous les murailles de la ville. La bataille fut dure, mais l'armée romaine finit par l'emporter, prit la ville et réduisit les habitants en esclavage.

#### Intégration dans la République romaine
Cependant, Fidènes semble être définitivement tombée sous la domination romaine après sa capture en 425 av. J.-C. par les Romains, les auteurs classiques parlant de cette cité comme un lieu presque désert à leur époque. Il semble, cependant, que la cité ait eu une certaine importance en tant que station de poste.
Tacite dans ses Annales et Suétone rapportent qu'en 27 un certain Atilius, affranchi d'origine, y construisit un amphithéâtre provisoire en bois. Il n'en assura pas les fondations. La masse de la construction se disloqua lors d'un spectacle, faisant d'après Tacite 50 000 victimes, dont 20 000 morts selon Suétone. Cet accident est l'un des pires causés par l'effondrement d'un théâtre à l'époque romaine.